# Maglódi TC
A Maglódi TC-t 1912-ben alapították. Néhány év múlva már a másodosztályban játszott, de innen hamar kiesett. Az egyesület neve és bajnoki osztálya sűrűn megváltozott. Az 1930-as években Maglódi TC néven, az 1950-es években Maglódi Kinizsi néven szerepelt a csapat. 2006-ban újra visszakerültek a harmadosztályba. 2008 februárjáig Maglódi KSK ismerték a csapatot, de miután Maglód megkapta a városi státuszt azóta újra Maglódi TC a neve.